# Farrell Lines
Die US-amerikanische Reederei Farrell Lines bestand von 1925 bis zum Jahr 2000.

## Geschichte
Gegründet wurde das Schifffahrtsunternehmen 1925 von dem amerikanischen Industriellen und Präsidenten von US Steel James A. Farrell als American South African Line (ASAL) in New York. Sie betrieb Fracht- und Passagierdienste von der nordamerikanischen Ostküste nach West- und Südafrika. Als erstes Schiff der neuen Reederei wurde 1930 die City of New York in Dienst gestellt. Im Jahr 1935 weitete die Reederei ihre Liniendienste auf ostafrikanische Häfen sowie Mauritius aus.
Nach dem Zweiten Weltkrieg nahm die Reederei ihren Dienst wieder auf und benannte sich 1948 in Farrell Lines um. Im Verlauf der 1960er Jahre häuften die Linienpassagierdienste der Reederei durch den Siegeszug der Passagierluftfahrt so hohe Verluste an, dass Farrell diese 1965 einstellte. Danach konzentrierte sich das Unternehmen in den 1970er Jahren auf Frachtdienste zwischen den Vereinigten Staaten und Australien. 1978 erwarb Farrell die American Export Lines.
Bis 1991 war die Flotte auf vier Schiffe im Mittelmeer- und Persischen Golfdienst geschrumpft. am 16. Juli 2000 kaufte die britisch-niederländische Reederei P&O Nedlloyd den verbliebenen Betrieb. 2005 kam die Farrell Line mit dem Mutterunternehmen Royal P&O Nedlloyd zu A. P. Møller-Mærsk. Diese belebte den Namen Farrell 2010 eine RoRo-Reederei unter US-Flagge.